# Войнівка (зупинний пункт)
Во́йнівка — пасажирський залізничний зупинний пункт Шевченківської дирекції Одеської залізниці.
Розташований між селами Заповідне Маловисківський район та Іванівка Новомиргородський район Кіровоградської області на лінії імені Тараса Шевченка — Помічна між станціями Новомиргород (12 км) та Виска (8 км).
Станом на січень 2020 року щодня дві пари дизель-потягів прямують за напрямком імені Тараса Шевченка — Помічна/Виска.